# Malin Watson
Malin Watson, född 22 september 1972, är en svensk professionell dansare och koreograf.

## Biografi
Watson har medverkat i Let’s Dance på TV4 sedan allra första säsongen 2006 då hon dansade med sportjournalisten Peppe Eng. Hon har även dansat med skidåkaren Thomas Wassberg 2016, fotbollsspelaren Jesper Blomqvist 2017, skådespelaren Claes Malmberg 2018, stylisten Jonas Hallberg, sångaren Méndez 2019 och med TV-doktorn Mikael Sandström år 2020. År 2017 vann hon tävlingen tillsammans med Jesper Blomqvist.
Watson har turnerat världen runt med den internationella dansshowen Burn the Floor i USA, Australien, Japan, Kina och Europa och framträtt i 90 olika storstäder med åtta shower i veckan under sju års tid.
Hon har även uppträtt för sångaren Elton John på hans 50-årsfest och även två år senare i hans hem och har gjort framträdanden i många tv-shower över hela världen, bland andra Children in Need i London, The Today Show i New York och Wetten Dass i Tyskland. Hon har även har uppträtt i Royal Albert Hall i London, The Radio City Music Hall i New York, The Great Hall i Peking, The Tokyo Forum i Tokyo och Le Sporting Club i Monte Carlo.  

### Familj
Malin Watson är gift med David Watson som är dansproducent och koreograf i Let’s Dance, och de har två söner tillsammans. År 2007 släppte paret tillsammans boken David & Malins Dansskola (2007). De har också haft en egen dansskola i TV-programmet Go’kväll i fem säsonger i rad.

## Meriter
- Flerfaldig svensk mästare i pardans som junior och vuxen.[9]
- Finalist på junior-EM fyra gånger.
- Flerfaldig Semifinalist på EM, VM och British Open Championships.
- Vinnare av The Rising Star Open United Kingdom Championships.
- Vinnare av The Carl Alan Award i London
- Vinnare av Let’s Dance 2017 med Jesper Blomqvist